# Ulica Twerska w Moskwie
Ulica Twerska (ros. Тверская улица) – główna ulica Moskwy w rejonie twerskim Centralnego Okręgu Administracyjnego. Ma długość 1,6 km. Biegnie od placu Maneżowego do placu Triumfalnego.
Ulica powstała jako droga prowadząca do Tweru, której odcinek w granicach Moskwy, od Bramy Iwerskiej na skraju Kitaj-gorodu do bramy Ziemnego Grodu, od czasów staroruskich nazywany był ulicą Twerską. W pierwszej połowie XX wieku ulica Twerska została znacznie rozszerzona i przebudowana. W latach 1932–1990 wraz z ulicą Pierwszą Twerską-Jamską tworzyła ulicę Gorkiego, nazwaną na cześć radzieckiego pisarza Maksyma Gorkiego.
Twerska to jedna z najdroższych ulic handlowych nie tylko w Moskwie, ale także w całej Rosji. W 2013 roku koszt wynajmu powierzchni handlowej przy ulicy sięgnął 4,5 tys. dolarów za 1 m² rocznie. Średni czynsz jest droższy tylko w Zaułku Stoleszników. Twerska jest także centrum życia nocnego i rozrywki rosyjskiej stolicy.